# Kalevi Kull

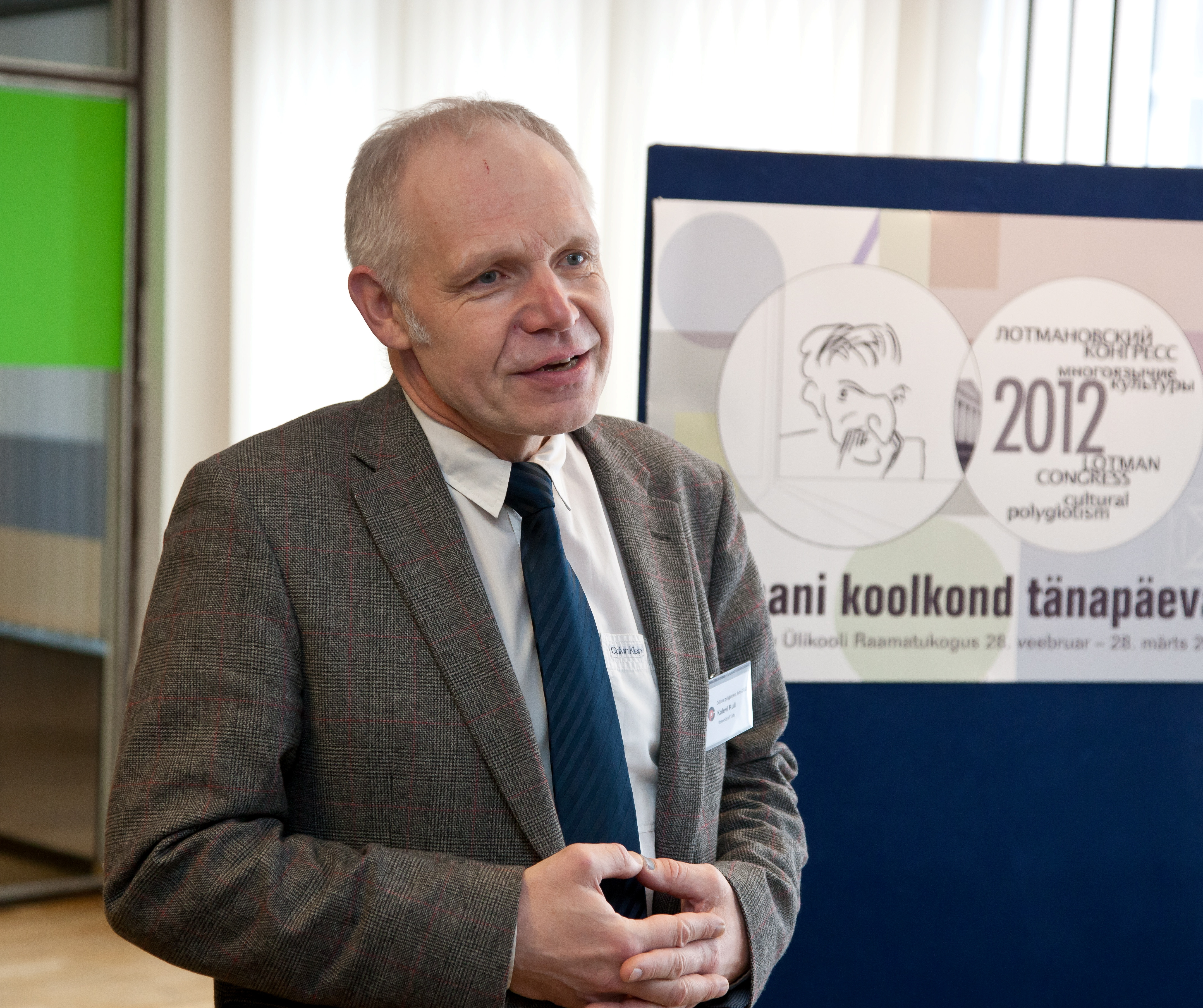
Kalevi Kull (2012)

Kalevi Kull ( 12 de agosto de 1952)  é um eminente biosemiologista, professor da Universidade de Tartu, Estônia.